# Fort Capuzzo
Fort Capuzzo (Ridotta Capuzzo en italià) va ser un fort a la colònia de la Líbia italiana, prop de la frontera líbia-egípcia, al costat de la Frontera de Filat de la frontera italiana. La Litoranea Balbo (Via Balbia) anava cap al sud des de Bardia fins a Fort Capuzzo, 13 km terra endins, a l'oest de Sollum, després cap a l'est travessant la frontera egípcia fins al port, per sobre de l'escarpa costanera. El fort es va construir durant la repressió colonial italiana de la resistència senussia durant la Segona Guerra Italo-Senussi (1923-1931), com a part d'una barrera a les fronteres Líbia-Egipte i Líbia-Sudan.
La Frontera de Filat i una sèrie de forts, inclòs el Fort Capuzzo, es van utilitzar per impedir que els senussi es moguessin lliurement a través de la frontera. El fort tenia quatre murs emmerlats que tancaven un pati. Als voltants s'havien construït uns quarters d'habitacions i servien de base per als guàrdies fronterers i patrulles de cotxes blindats de l'exèrcit italià. Una pista anava al sud des del fort, just a l'oest de la Frontera de Filat i la frontera, fins a Sidi Omar, Fort Maddalena i Giarabub. El fort va canviar de mans diverses vegades durant la campanya del desert occidental (1940-1943) de la Segona Guerra Mundial.

## Antecedents

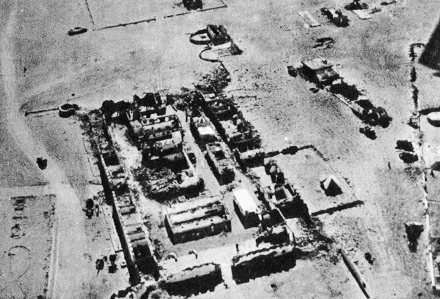
Vista aèria de Fort Capuzzo

El 1922, Benito Mussolini va continuar la Riconquista de Líbia, a la Segona Guerra Italo-Sanussi (1921–1931). La Frontera de Filat va ser construïda per l'exèrcit italià, sota el comandament del general Rodolfo Graziani, a l'hivern de 1930-1931, com a mitjà per reprimir la resistència senussi contra la colonització italiana. El sistema de filferro i forts de frontera es va utilitzar per dificultar el moviment dels combatents i materials senussi procedents d'Egipte. El filferro comprenia quatre línies d'1,7 m d'alçada en bases de formigó, lligades amb filferro de pues de 320 km (200 milles) de llarg, just dins de la frontera des d'El Ramleh al golf de Sollum, passant per Fort Capuzzo fins a Sidi Omar, després al sud, lleugerament a l'oest del meridià 25 est, les fronteres Líbia-Egipte i Líbia-Sudan. Tres grans forts a Amseat (Fort Capuzzo), Scegga (Fort Maddalena) i Giarabub i sis més petits a El Ramleh al golf de Sollum, a Sidi Omar, Sceferzen, Vescechet, Garn ul Grein i El Aamara al llarg del filat. El filat es patrullava amb cotxes blindats i avions des dels forts, per l'exèrcit italià i els guàrdies fronterers, que atacaven qualsevol persona vista a la zona fronterera.

## Segona Guerra Mundial

### 1940
El 14 de juny de 1940, quatre dies després de la declaració de guerra italiana a la Gran Bretanya, el 7è d'Hussars i elements del 1r Regiment Reial de Tancs, els Gladiator del 33 esquadró de la Royal Air Force (RAF) i els Blenheims del 211 esquadró van capturar Fort Capuzzo; l' 11è dHussars van prendre Fort Maddalena uns 97 km més al sud. El fort no va estar ocupat durant molt de temps per falta de tropes i equipament, però els grups de demolició el visitaven cada nit per destruir municions i vehicles italians. Durant la resta de juny, els britànics van patrullar cap al nord, sud i oest i van començar el setge de Giarabub. El 10è Exèrcit italià es va concentrar a la zona de Bardia a Tobruk i va fer avançar el Grup Maletti, una força combinada de tancs, infanteria i artilleria, equipada amb una companyia de tancs mitjans Fiat M11/39, que eren superiors a les tanquetes L3/33 més antigues.
Els italians van tornar a ocupar Fort Capuzzo i el van mantenir amb part de la 2a Divisió de CC.NN. "28 Ottobre". El 29 de juny, el Grup Maletti va rebutjar els tancs britànics amb la seva artilleria i després els va derrotar en un atac nocturn. Durant les escaramusses frontereres de l'11 de juny al 9 de setembre, els britànics van afirmar haver causat 3.500 baixes per una pèrdua de 150 homes. El 16 de desembre, durant l'Operació Compass (9 de desembre de 1940 - 9 de febrer de 1941) la 4a Brigada Blindada de la Força del Desert Occidental va capturar Sidi Omar i els italians es van retirar de Sollum, Fort Capuzzo i els altres forts fronterers; El Dipòsit de Subministraments de Camp número 9 es va establir al fort per a la 7a Divisió Blindada.

### 1941
El 10 d'abril, després de l'avanç de l'Eix des d'El Agheila, petites columnes mòbils britàniques van començar a assetjar les unitats de l'Afrika Korps al voltant de Fort Capuzzo, que va ser capturat pels alemanys el 12 d'abril. Els atacs del Kampfgruppe Herf del 25 al 26 d'abril va fer retrocedir les columnes britàniques. Durant l'Operació Brevity (15-16 de maig), una operació per capturar l'àrea entre Sollum i el fort i causar baixes a l'enemic, el Grup del 22è Brigada de la Guàrdia i el 4t Regiment Reial de Tancs (4th RTR) havien de capturar el fort i després atacar cap al nord. L'operació va començar el 15 de maig i el fort va ser capturat pel 1r d'Infanteria Lleugera de Durham (1r DLI) i un esquadró de tancs d'infanteria. Un contraatac del II Batalló, 5è Regiment Panzer (amb vuit tancs operatius) va causar moltes pèrdues i va obligar el 1r DLI a tornar a Musaid. La força alemanya va avançar des de Fort Capuzzo a la tarda següent.
Tres batallons italians amb artilleria de la 102a Divisió Motoritzada "Trento" es van fer càrrec de la zona entre Sollum, Musaid i Fort Capuzzo. A la fi del 15 de juny, el 7è Regiment de Tancs Reials (7è RTR) va atacar Fort Capuzzo durant l'Operació Battleaxe (15-17 de juny) i va dispersar els defensors. Els tancs britànics van avançar, però la infanteria va tardar a fer el seguiment i els tancs no van poder aprofitar ràpidament l'èxit. L'endemà, la 22a Brigada de la Guàrdia es va consolidar al fort i el 8è Regiment Panzer va atacar prop de Capuzzo, només per ser rebutjada per la 4a Brigada Blindada. Els intents alemanys de sobrepassar el flanc britànic van fracassar, però van reduir els regiments de tancs a la zona a 21 tancs operatius. El 17 de juny, el perill d'encerclament va augmentar quan els atacs alemanys van arribar a Sidi Suleiman i la 22a Brigada de la Guàrdia va rebre l'ordre de retirar-se a les 11:00 a.m. Les restes de les brigades blindades van cobrir la retirada britànica, finalment a la línia de sortida, amb l'assistència de la RAF. El 22 de novembre, el fort va ser capturat de nou per la 2a Divisió de Nova Zelanda, durant l'Operació Crusader (18 de novembre - 30 de desembre) que després va avançar cap a Tobruk, excepte la 5a Brigada que va quedar per capturar la caserna de Sollum.

### 1942
Les forces de l'Eix van recuperar el fort al voltant del 22 de juny de 1942, després de la batalla de Gazala (26 de maig - 21 de juny de 1942) capturant 500 tones de combustible i 940 tones de productes alimentaris, malgrat que les demolicions des de la retirada britànica de Gazala havien començat el 14 de juny. Després de la segona batalla d'El Alamein (23 d'octubre - 11 de novembre de 1942), Fort Capuzzo va canviar de mans per última vegada. La rereguarda alemanya es va retirar de Sidi Barrani el 9 de novembre; l'endemà, la 22a Brigada Blindada va avançar cap al Fort Capuzzo des del sud i l'11 de novembre, les últimes tropes de l'Eix s'havien retirat de la frontera, malgrat les ordres de mantenir l'àrea des de Halfaya fins a Sollum i Sidi Omar.

### Postguerra
Després de la conquesta aliada el 1943, Tripolitània i Cirenaica van ser governades sota l'Administració militar britànica de Líbia fins a la independència de Líbia el 1951, com a regne sota Muhammad Idris bin Muhammad al-Mahdi as-Senussi (rei Idris de Líbia). Fort Capuzzo va quedar abandonat.